# Jäger des Augenblicks – Ein Abenteuer am Mount Roraima
Jäger des Augenblicks – Ein Abenteuer am Mount Roraima ist ein österreichischer Dokumentarfilm aus dem Jahr 2012. Er startete in den deutschen Kinos am 25. April 2013, in den österreichischen Kinos am 26. April 2013 und in den schweizerischen Kinos am 15. August 2013.
Der Film handelt im Wesentlichen vom Versuch der drei deutschen Extrembergsteiger Kurt Albert, Stefan Glowacz und Holger Heuber, eine vor ihnen noch nicht begangene Route durch die senkrechte Wand des Roraima-Tepuis in Südamerika zu erklimmen. Nach dem ersten, auch wetterbedingt auf halber Höhe abgebrochenen Versuch und dem plötzlichen Tod Alberts in Bayern gelingt es Glowacz und Heuber schließlich zu zweit, das Gipfelplateau zu erklettern.

## Inhalt

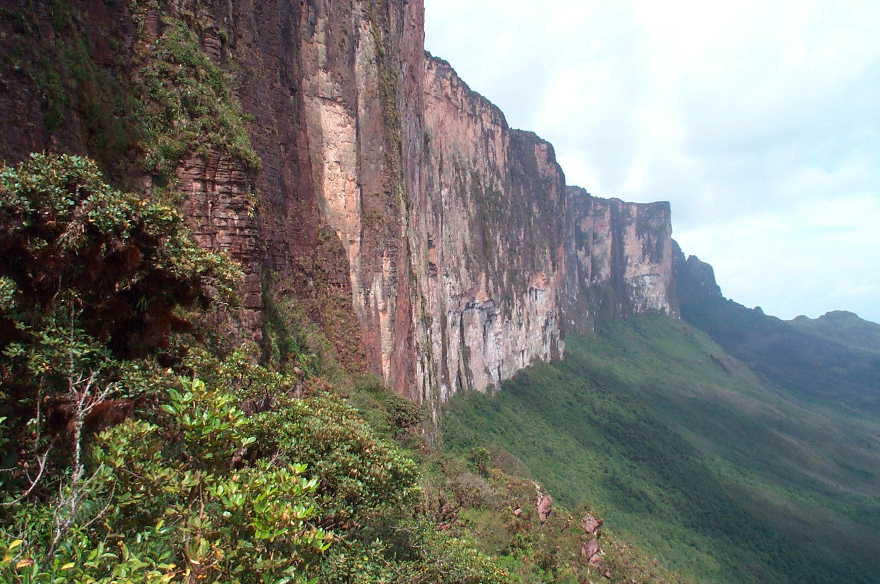
Die steile Felswand des Roraima-Tepuis

Der erste Teil des Films erzählt vom Versuch der drei Kletterer Kurt Albert, Stefan Glowacz und Holger Heuber, zusammen die Erstbegehung der Route „Behind the Rainbow“ am Mount Roraima durchzuführen, welche über Hunderte Meter nahezu senkrecht verläuft und etliche Überhänge beinhaltet. Um an den Fuß des Berges zu gelangen, begeben sie sich zunächst, ausgehend von dem Ort Kako in Guyana und begleitet von mehreren einheimischen Lastenträgern, über mehrere Tage hinweg durch den Dschungel. Als auf dieser Strecke Leitern zu besteigen und steile Anstiege zu bewältigen sind, geben die Lastenträger auf und kehren um. Dadurch müssen die drei ihre Ausrüstung selbst bis an den Fuß der Bergwand tragen. Das dortige Basislager, auf 2270 Metern über dem Meeresspiegel gelegen, erreichen sie drei Tage nach der Umkehr der Lastenträger. Die Bergwand stellt sich wegen Moos- und Flechtenbewuchses sowie nässebedingt als schwieriger zu besteigen heraus als von ihnen erwartet. Es gelingt ihnen, ungefähr bis auf die halbe Höhe der Wand zu klettern. Den Besteigungsversuch brechen sie ab, unter anderem, weil sie nicht schnell genug vorangekommen sind und deshalb ihre Nahrungsmittelvorräte nicht mehr lange genug reichen würden. Auch, weil sich Glowacz eine Fersenprellung zugezogen hat, lassen sie sich per Hubschrauber abholen, anstatt sich auf den Rückweg durch den Dschungel zu begeben.
Wenige Monate später ist Albert in Bayern an den Folgen eines Klettersteig-Unfalls gestorben. Von der inneren Verarbeitung von Alberts Tod durch Glowacz und Heuber handelt der mittlere Teil des Filmes. Die bereits vor Alberts Tod geplante Fortsetzung der Erstbegehung der Roraima-Route verzögert sich dadurch. Etwa zwei Wochen nach der Beerdigung von Albert sind Glowacz und Heuber zurück zu dem Tafelberg gereist, um die Besteigung zu vollenden. Von dieser Besteigung handelt der restliche Teil des Filmes.
Dieses Mal lassen sich Glowacz und Heuber mit einem Hubschrauber auf dem Gipfelplateau des Roraima absetzen und seilen sich von dort aus bis zu der Stelle ab, bis zu der sie beim ersten Versuch mit Albert gekommen waren. Von dort aus setzen sie den Aufstieg fort. Bei diesem müssen sie vor allem wegen der zahlreichen Überhänge, aber auch wegen moosbewachsener Wand, etliche Rückschläge hinnehmen. Nach mehr als zwei Wochen in der Wand und mit Nahrungsmittelvorräten, die noch für weniger als drei Tage reichen, erreichen sie schließlich das Gipfelplateau.
Über den Film verteilte Rückblenden zeigen Archivmaterial mit den Anfängen der Kletterkarrieren der drei Bergsteiger, das auch Fotos und Zeitungsausschnitte beinhaltet. In den Rückblenden enthalten ist auch ein Auftritt von Glowacz in einer Sport-Talkshow, in der er über den gescheiterten ersten Versuch und Alberts Tod spricht und in der auch Jens Lehmann zu Wort kommt. Die Rückblenden beinhalten zudem Ausschnitte aus Interviews mit Günther Jauch und Donald Sutherland sowie Szenen, in denen die Kletterer in ihrer Heimat bei ihren Familien sind.

## Inszenierung

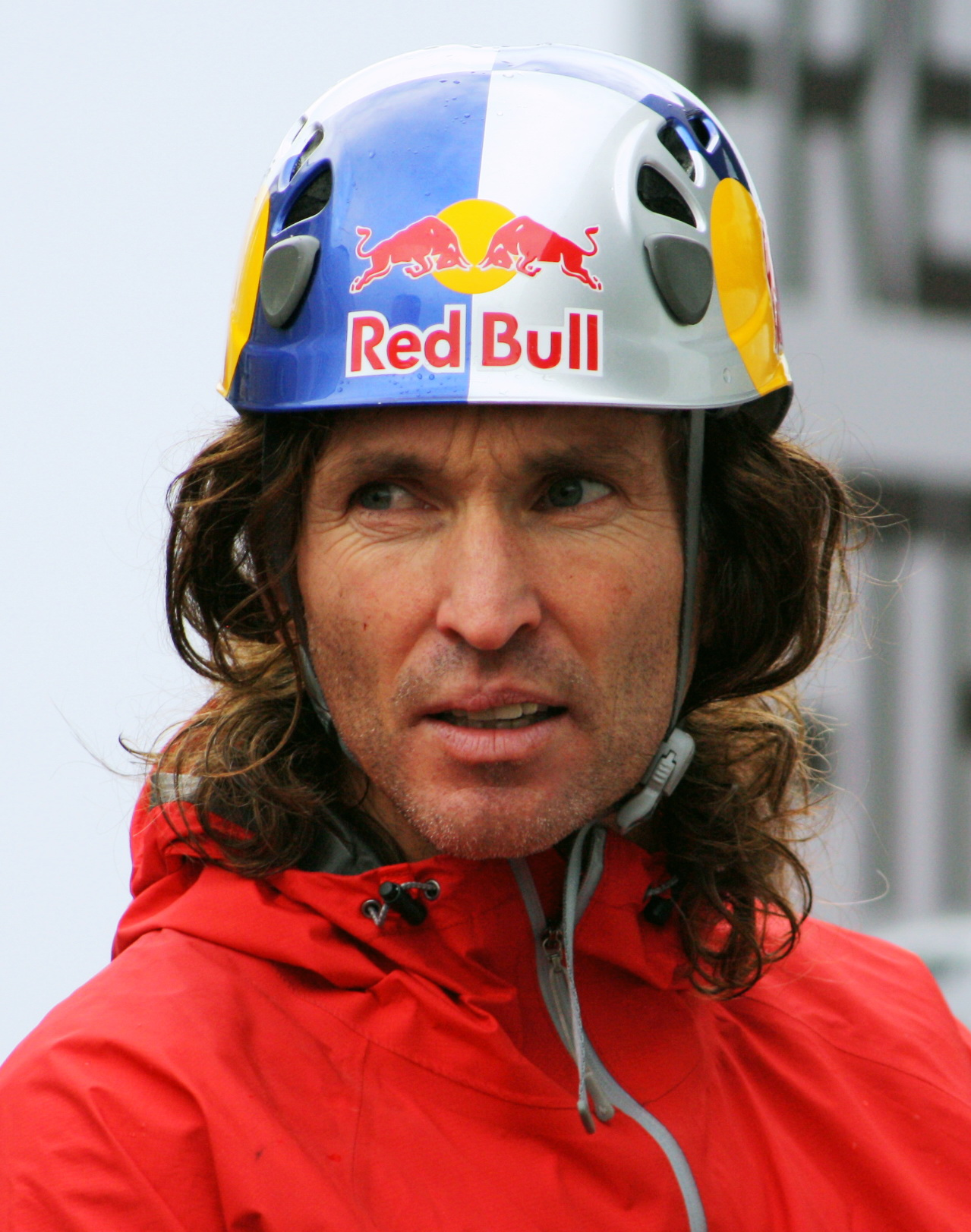
Stefan Glowacz

Akustisch wird der Zuschauer ausschließlich durch Originaltöne, auch aus dem Off, informiert. Oft äußern sich die Hauptdarsteller einem nicht eingeblendeten Interviewer gegenüber. Die Aufnahmen der in der Wand befindlichen Kletterer sind wechselweise von einem Flugzeug aus und von einer in der Wand geführten Kamera aus zu sehen.
Im Film sind wiederholt die Markenlogos von Ausrüstungsgegenständen zu sehen.
Im Film sind etliche Musikstücke zu hören. Dabei handelt es sich gemäß Abspann um die folgenden:
- Pinchers: Bandelero
- The Stooges: We Will Fall
- John Denver: Leaving on a Jet Plane
- Queen: Don’t Stop Me Now
- Simon & Garfunkel: The Boxer
- T. Rex: 20th Century Boy
- Falco: Junge Römer
- Reinhard Mey: Gute Nacht, Freunde
- Azure Ray: I Will do These Things
- Deep Purple: Child in Time
- Slade: Far Far Away – Dieser Titel wird während des Abspanns gespielt.
- Norman Greenbaum: Spirit in the Sky
- Black Sabbath: Planet Caravan
- Raul Seixas: Metamorfose Ambulante
- Calexico: Where Water Flows

Einer Einblendung zu Beginn des Abspanns ("für Kurt") ist zu entnehmen, dass der Film Kurt Albert gewidmet ist.

## Kritiken
„Die Dokumentation über drei sportliche Grenzgänger beeindruckt nicht nur durch spektakuläre Berg-Bilder, sondern auch durch eine kluge Montage, die durch Vorwegnahmen und Archivbilder den Film so strukturiert, dass die Motivation und Befindlichkeit der Protagonisten deutlich und die Dokumentation so zum spannenden Psychogramm wird.“

„Spannend wie ein Bergsteiger-Thriller erzählen hier die Kletterer von ihrem faszinierenden Abenteuer. Die Kamera stets im Gepäck[,] sind ihnen atemberaubende Bilder einer wilden Naturgewalt gelungen. Dabei wirken einige Momente zwar deutlich überinszeniert, wirken aber gerade deshalb um so packender. […] Die Qualität der Bilder ist leider nicht durchweg stark. Dennoch ein lohnendes Kino-Abenteuer!“

## Video-Veröffentlichung
Der Film erschien am 4. Oktober 2013 beim Label Ascot Elite sowohl auf DVD als auch auf Blu-ray.